# 桑品載
桑品載（1937年4月16日—2025年1月19日），中华民国作家、記者、時評作者、資深新聞人，筆名司陽，原籍浙江定海县。1950年5月，隨島上中華民國國軍撤退到台灣，時年11歲，短暫流浪後被軍隊收容，成為幼年兵總隊隊員。

## 生平
1937年4月16日，生于中國浙江省宁波市定海县（今舟山市定海区）外螺头。政工幹部學校政治科畢業。曾任《東引日報》總編輯，《青年戰士報》上尉記者，中華民國陸軍供應司令部《精誠報》記者，《中國時報》人間副刊主編，《自由日報》、《臺灣時報》、《民眾日報》副總編輯，《落花生》雜誌、《企業世界》雜誌主編。自1997起迄今近二十年在台灣各大報刊寫時評（包括《中時晚報》、《聯合晚報》、《民生報》、《聯合報》等），文字犀利，深具洞見，甚受黨政界重視。曾獲第一屆國軍新文藝金像獎報導文學獎、中國青年反共救國團第一屆社會優秀青年獎。

### 文學風格及作品
桑品載創作文類以小說、散文為主。早期作品如《過客》、《微弱的光》、《流浪漢》、《餘情》、《舞》等多為純文藝創作。
任《青年戰士報》記者期間，將金門前線紀聞發表於「勇士們」專欄。
其後寫了一系列古典小說《聊齋餘緒》，共6部，第一部《役鬼》1984年由皇冠文化出版，第二部《寒星》1986年由台灣新生報出版部出版；餘四部（《人骨骰子》、《不死的鬼》、《兩個自己》、《代命閻君》）1989年由躍昇文化出版，借鬼神諷世間，其中數篇對於中國婦女角色也有深刻的詮釋。在台視文化公司《家庭月刊》闢「單元小說」系列，以現代社會各種類型男人與女人的故事，反映兩性社會中的百態；之後由皇冠文化出版單行本，書名《他和她的故事》。2001年，由爾雅出版社出版自傳體短篇小說集《岸與岸》。
2011年4月起，在廣州《南方周末》副刊陸續發表以1949年國民黨政府遷台以後為背景的幼年兵及老兵系列小說，2013年10月集結出冊，大陸台灣同步上市，簡體版由廣州花城出版社出版，書名為《1950 台灣有群娃娃兵》，繁體版由台北爾雅出版社出版，書名為《小孩老人一張面孔》。

### 腳註
1. 1 2  王美薇. . 台灣文學辭典資料庫.
2. ↑  桑品載（1967）：《勇士們》。台北：國防部總政治作戰部[永久]

## 外部連結
- 華文文學資訊平台　桑品載年表
- 張愛玲致桑品載信 （页面存档备份，存于）
- 「張愛玲」符號在台灣--【桑品載與張愛玲周旋--拾掇她與「人間」的一段因緣】 （页面存档备份，存于）
- 桑品載應龍應台邀請追尋兩岸戰爭傷痕 （页面存档备份，存于）
- 黃春明在桑品載主編中國時報「人間副刊」時創作量急速增加 （页面存档备份，存于）
- 陳恒嘉在桑品載主編中國時報「人間副刊」時大量發表短篇小說
- 南方周末- 台湾当年有一群娃娃兵（上） （页面存档备份，存于）
- 南方周末- 台湾当年有一群娃娃兵（下） （页面存档备份，存于）
- 南方周末- 幼年兵营——台湾曾有群娃娃兵续篇 （页面存档备份，存于）
- 南方周末- 我嗅到了亲人的气息——台湾曾有群娃娃兵续篇2 （页面存档备份，存于）

讀者反饋：
- 桑品載的海
- 好一顆人骨骰子啊!!  （页面存档备份，存于）